# Citroën A 4x4
Citroën A 4x4 – terenowy samochód osobowy produkowany przez francuski koncern Citroën.
Model A 4x4 po raz pierwszy zaprezentowany w kwietniu 1981 roku jako udoskonaloną wersję Méhari. Do jego produkcji użyto podwozia z Dyane 6, silnik zas z LN i Visa (2-cyl., 652 cm3, 34 KM przy 5250 obr./min., 110 km/h), czterostopniową skrzynię biegów, dwustopniowy reduktor i blokadę mechanizmu różnicowego osi tylnej. Wyglądem bardzo przypominał model FAF. Dwudrzwiowe nadwozie soft-top mieściło 4 osoby. Miał niezależne zawieszenie kół z amortyzatorami, sprężynami śrubowymi i hamulcami tarczowymi. Samochód tem mógł pokonywać wzniesienie 60%.
Wozy A 4x4 miały zastąpić Citroëny Méhari używane przez francuską armię. Po przetestowaniu dziesięciu prototypów w latach 1979-80, wojsko zamówiło w 1981 roku 5000 sztuk, z których pierwszy 1000 dostarczono niebawem. Po wygaśnięciu kontraktu armia przestawiła się na Peugeoty P4.